# Jorge D'Elía
Jorge D’Elía (La Plata, provincia de Buenos Aires; 28 de abril de 1938) es un actor, dramaturgo y escritor argentino. Es reconocido por obtener el primer Premio Nacional de Teatro por "Mattinata". Estrenó once obras teatrales de su autoría. Mención Especial de Argentores por "No dejes de venir a visitarnos". Ganador de cuentos breves publicados en 3 antologías ("Meñique", "Barroco para Pablito" y Feng-Shui"). Creador-Director de la revista "Arlequín" de SAGAI (Soc. Arg. de Gestión de Actores Intérpretes). Autor de "¡Mozo! traigame una historia" 18 relatos de los bares más importantes de Buenos Aires.
Es padre del actor Federico D'Elía.

## Cine
- 1979 El poder de las tinieblas (Mario Sabato)
- 1980 Tiro al aire (Mario Sabato)
- 1981  La conquista del paraíso (Eliseo Subiela) Mención Actor Secundario. Argentina-Brasil
- 1981 Los Parchís contra el inventor invisible (Mario Sabato)
- 1982 Los pasajeros del jardín (Alejandro Doria)
- 1984 Gracias por el fuego (Sergio Renán)
- 1984 Los tigres de la memoria Carlos Galettini)
- 1989 Los espíritus patrióticos  (María Victoria Menis)
- 1992 Cuatro caras para Victoria (Oscar Barney Finn)
- 1997 Noche de ronda  (Marcos Carnevale)
- 1998 El desvío (Horacio Maldonado)
- 2003 El fondo del mar (Damián Szifron)
- 2003 El abrazo partido (Daniel Burman) Ternado al Cóndor de Plata.
- 2004 Guaschos (Marcos Pereira)
- 2004 La misión (Cristian Trebotic)
- 2005 El aura (Fabián Bielinsky)
- 2007 El resultado del amor (Eliseo Subiela)
- 2010 Una mujer sucede (Pablo Bucca)
- 2010 Eva & Lola (Sabrina Farji)
- 2010 Negro Buenos Aires (Ramón Témens)
- 2011 Vip's Premio Redentor Fest. Cine Río de Janeiro. Mejor Actor de Reparto. Brasil.
- 2012 La Corporación (Fabián Forte)
- 2012 A Perfomance. San Pablo. Brasil.
- 2013 Séptimo (Patxi Amezcua), Madrid. España
- 2015 La Ejecución. El milagro secreto. Borges
- 2015 El novelista (Corto) (Eduardo Maclen)
- 2016 Despido procedente (Lucas Figueroa) Madrid. España.
- 2017 Calzones rotos (Arnaldo Valsechi) Chile.
- 2018 El loco de los huesos Florentino Ameghino. Documental (Eduardo Raspo)
- 2018 Aos Olhos de Ernesto (Ana Luiza Azevedo). Porto Alegre. Brasil.
- 2019 El cuento del tío (Ignacio Guggiardi). Buenos Aires.

## Televisión
- 1972 La Novela Mensual
- 1973 Miedo a quererte
- 1981 - 1982 Nosotros y los miedos
- 1984 Amo y señor
- 1986 El Lobo
- 1986 El vidente
- 1986 El seductor
- 1987 Valeria
- 1988 Pasiones
- 1990 Romanzo
- 1990 - 1991 Atreverse
- 1992 El oro y el barro
- 1992 Amores
- 1992 Antonella
- 1993 Celeste siempre Celeste
- 1994 - 1995 Perla negra
- 1994 Sin condena
- 1995 Por siempre mujercitas  Ternado a los premios Martín Fierro
- 1995 Alta Comedia
- 1996 La Nena
- 1996 Los especiales de Doria
- 1997 Los hermanos Pérez Conde
- 1997 Los herederos del poder
- 1997 - 1998  Milady, la historia continúa
- 1999 Trillizos, dijo la partera
- 2001 Provócame"
- 2002 El precio del poder
- 2002 - 2004 Los simuladores como José Feler.
- 2003 Matrimonios y algo más.
- 2004 Locas de amor
- 2005 Sálvame María  (Ternado a los Premios Martín Fierro)
- 2006 Mujeres asesinas. Capítulo: "Yiya Murano, envenenadora".
- 2007 Hechizada
- 2008 Vidas robadas
- 2009 Dromo
- 2009 Mitos. Crónica de un amor
- 2010 Terra ribelle
- 2011 El elegido
- 2012 La dueña
- 2013 Taxxi, amores cruzados
- 2017 Noticias de ayer
- 2018 Rizhoma Hotel
- 2022 El encargado

## Escribe
Juego macabro, el primer telefilm Argentino, un vídeo pionero (VHF). Protagonizado por María Rosa Gallo y Carlos Carella.

## Webseries
- 2013. Martín Mosca y El Rastro
- 2017. DDHH (caso Jorge Julio López)

## Teatro
- 1959.	La zorra y las uvas (Carlos Conesa, La Plata)
- 1960.	La mujerzuela respetuosa (Víctor Hugo Iriarte, La Plata)
- 1961.	¿Quiere ud. representar conmigo? (Alberto Otegui, La Plata)
- 1961.	Melocotón en almíbar (Víctor Hugo Iriarte, La Plata)
- 1972.	Nuestro fin de semana (Norberto Manzanos, La Plata)
- 1973.	Casamiento a la fuerza (Roberto Conte, La Plata)
- 1973.	Antígona Vélez (Santángelo)
- 1974.	 La Celestina (José Gordon Paso)
- 1975.	La cocina (Jorge Hacker)
- 1976.	¿Por qué tango? (Rodolfo Kuhn)
- 1977.	No dejes de venir a visitarnos (Ignacio Alonso)
- 1977. Un tranvía llamado Deseo (Jorge Hacker)
- 1979. Pic-nic (Hugo Urquijo)
- 1981.	Domesticados (Luis Agustoni)
- 1981. El vestuario (Carlos Rivas)
- 1983.	Petra regalada (Manuel Collado, España)
- 1983. Inventario (Pepe Bove-Teatro Abierto)
- 1985.	Arlequín, servidor de 2 patrones (Jorge Hacker)
- 1986. La celosa de sí misma (Santiago Doria)
- 1988. Arturo Ui (Alfredo Zemma)
- 1989. Madre Coraje (Robert Sturua)
- 1989. M. Butterfly (Sergio Renán)
- 1990. Historia de un caballo (Alfredo Zemma)
- 1990. Tamara (López Miarnau –Julio Baccaro)
- 1992.	Ana y Harold (Alfredo Zemma)
- 1994. Risas en el piso 23 (Carlos Olivieri)
- 1995.	Los lobos (Luis Agustoni)
- 1999. Las alegres mujeres de Shakespeare (Claudio Hochman)
- 2000. La isla de los esclavos (Suárez Marzal)
- 2001/02. Duelo final (Cané)
- 2003. Ostras y champagne (Claudio Hochman)
- 2008. Codicia (Marcelo Cosentino)
- 2008. Iconos Big Band (Part. virtual) (Juan C. Ricci)
- 2011.	Los Kaplan (Eva Halac)
- 2012.	Cock (Daniel Veronese)
- 2013.	Incendios	(Sergio Renán)
- 2014/15. Sacco y Vanzetti (Mariano Dossena)
- 2017. Réplica de Juicio por Jurado Consejo de la Magistratura -  Feria del libro
- 2018. Biografía a la Carta (Córdoba. Teatro Real y Gira)
- 2019. Niní, la esperamos (tributo a Niní Marshall)